# Leptophobia gonzaga
Leptophobia gonzaga is een vlindersoort uit de familie van de Pieridae (witjes), onderfamilie Pierinae.
Leptophobia gonzaga werd in 1908 beschreven door Fruhstorfer.